# Musée préfectoral mémorial de la paix d'Okinawa
Ne doit pas être confondu avec Musée préfectoral d'Okinawa.
Le musée préfectoral mémorial de la paix d'Okinawa (沖縄県立平和祈念資料館, Okinawa Kenritsu Heiwa Kinen Shiryōkan) se trouve dans la ville d'Itoman, préfecture d'Okinawa, au Japon.